# Gródek (zbiornik wodny)
Gródek – zbiornik poeksploatacyjny w Jaworznie, będący jednym z najpopularniejszych polskich nurkowisk. Potocznie zwany „Koparki” (nad zbiornikiem działa całoroczna baza nurkowa o tej nazwie) albo "Orka".
Zbiornik leży na miejscu dawnego kamieniołomu „Gródek” w Szczakowej, jednej z dzielnic Jaworzna. Wydobywano tam dolomit dla Zakładów Dolomitowych „Szczakowa” (dawniej: Cementownia Szczakowa). W 1997 r., gdy postawiony w stan likwidacji zakład nie był w stanie płacić swych zobowiązań, zakład energetyczny wstrzymał dostawy prądu. Zatrzymanie pracy pomp spowodowało, że w ciągu kilkudziesięciu godzin wszystkie głębiej położone części kamieniołomu zalała woda.
Zaniedbania personelu spowodowały, że część sprzętu została zalana (w tym dwie duże koparki) i pozostała w głębokim na 18 m nowym zbiorniku. Niedługo po tym Centrum Nurkowe „Orka” z Bielska-Białej utworzyło bazę nurkową nad nowym zbiornikiem, który w środowisku płetwonurków został nazwany Koparkami i zyskiwał coraz większą popularność. Zmiana właściciela terenu w 2014 r. nie spowodowała zmiany użytkowania zbiornika, który nadal funkcjonował jako popularne miejsce do nurkowania. Oprócz koparek można tam zobaczyć domek i bunkier strzałowego, przepompownie, łyżki koparek, kosze pomp, budki trafo i wraki samochodów.
Nad brzegiem akwenu funkcjonuje tymczasowa, całoroczna baza nurkowa Via Sport Diving Marina „Koparki”. Istnieją plany nie tylko stworzenia profesjonalnej bazy nurkowej, ale również nowoczesnego kompleksu rekreacyjno-sportowego. W bezpośredniej bliskości zbiornika Gródek, w dalszej części dawnego kamieniołomu, władze miasta stworzyły park o tej samej nazwie obejmujący m.in. urwiste ściany kamieniołomu oraz staw Wydra. Na terenie parku znajduje się arboretum "Park Gródek", zajmujące wyrobiska po eksploatacji dolomitu byłej Cementowni Szczakowa o powierzchni 58,54 ha eksploatowane od około 1880 r. do 1990 r. Pomimo poprzemysłowego pochodzenia jest to teren o wyjątkowych walorach przyrodniczych i krajobrazowych. Występują tu takie siedliska przyrodnicze, jak ciepłolubne murawy, łąki, siedliska naskalne, tereny podmokłe, jeziora, bory, lasy grądowe. Urządzono tu punkty widokowe, drewniane pomosty i altany. 